# Iko Uwais
Iko Uwais, rodným jménem Uwais Qorny, (* 12. února 1983, Jakarta) je indonéský herec, kaskadér a choreograf bojových scén.
Od svých 10 let trénuje tradiční bojové umění Pencak Silat. V této škole také objevil Ikův talent velšský režisér Gareth Evans a obsadil ho do hlavní role ve svém novém filmu Cesta bojovníka. Podepsali spolu smlouvu na pět let. Za dobu jejich spolupráce stihnou natočit tři filmy: Cesta bojovníka, Zátah: Vykoupení a Zátah 2.

## Život a kariéra
V roce 2007 Ika objevil režisér Gareth Evans, který zrovna natáčel dokument o Silatu v Ikově tréninkové hale. Ikovo charisma a jeho vysoká přítomnost u kamery povzbudila Evansovu myšlenku obsadit jej do svého nového filmu Cesta bojovníka. Po podepsání pětileté smlouvy s Evansem a jeho produkční společností, Iko odstoupil ze své práce řidiče kamionu v telekomunikační společnosti Esia. Ve svém prvním snímku hrál roli mladého minanga, který v rámci merantau odcestoval do Jakarty, aby tam trénoval bojová umění. Film byl propuštěn v Indonésii 6. srpna 2009.
Ikova druhá spolupráce s Garethem Evansem vyústila ve film Zátah: Vykoupení, který začali natáčet v polovině března 2011 a byl vydán v polovině roku 2012. Film byl ceněn kritiky i diváky na různých festivalech jako jeden z nejlepších filmů s tematikou bojových umění. Poté spolupracoval i na jeho pokračování, na Zátahu 2.
V lednu 2015 bylo oznámeno, že Iko Uwais bude vystupovat v blíže neurčené roli ve Star Wars: Síla se probouzí. Po jeho boku se objeví i jeho kolegové ze série Zátahu Yayan Ruhian a Cecept Arif Rahman.

## Osobní život
Iko Uwais se narodil v indonéské metropoli Jakartě. Jeho dědeček H. Achmad Bunawar byl mistr silatu a založil školu.
Dne 25. června 2012 se Iko Uwais oženil v hotelu Gran Mahakam v Jakartě se zpěvačkou Audy Item. Mají spolu jednu dceru jménem Atreya Syahla Putri Uwais.

## Filmografie
| Rok  | Film                                        | Originální název                           | Role             |
| ---- | ------------------------------------------- | ------------------------------------------ | ---------------- |
| 2009 | Cesta bojovníka                             | Merantau                                   | Yuda             |
| 2011 | Zátah: Vykoupení                            | The Raid: Redemption                       | Rama             |
| 2013 | Muž taiči                                   | Man of Tai Chi                             | Gilang Sanjaya   |
| 2014 | Zátah 2                                     | The Raid 2                                 | Rama             |
| 2015 | Star Wars: Síla se probouzí                 | Star Wars: Episode VII – The Force Awakens | Razoo Qin-Fee    |
| 2016 | Headshot                                    | Headshot                                   | Ishmael/Abdi     |
| 2017 | Beyond Skyline                              |                                            | Sua              |
| 2018 | Mile 22                                     |                                            | Li Noor          |
| 2018 | The Night Comes for Us                      |                                            | Arian            |
| 2019 | Stuber                                      |                                            | Oka Tedjo        |
| 2019 | Triple Threat                               |                                            | Jaka             |
| 2021 | Snake Eyes                                  |                                            | Hard Master      |
| 2022 | Fistful of Vengeance                        |                                            | Kai Jin          |
| 2023 | The Expendables 4                           |                                            |                  |
| TBA  | The Bellhop                                 |                                            |                  |
| TBA  | Chinatown Express                           |                                            |                  |
| TBA  | The Blind of the Phantom Cave: Angel's Eyes |                                            | Barda Mandrawata |